# Haus- und Familiendiebstahl
Der Haus- und Familiendiebstahl (§ 247 des deutschen StGB) stellt eine „prozessuale“ Privilegierung zu den übrigen Diebstahlstatbeständen bzw. der Unterschlagung dar. 
Der Wortlaut des § 247 StGB ist: Ist durch einen Diebstahl oder eine Unterschlagung ein Angehöriger, der Vormund oder der Betreuer verletzt oder lebt der Verletzte mit dem Täter in häuslicher Gemeinschaft, so wird die Tat nur auf Antrag verfolgt.
§ 247 StGB privilegiert den stattgefundenen Diebstahl zu einem absoluten Antragsdelikt. Dieser kann also nur verfolgt werden, wenn der Verletzte einen Strafantrag stellt. Die Strafverfolgungsbehörden können nicht wegen eines besonderen öffentlichen Interesses an der Strafverfolgung einschreiten. Die persönliche Nähebeziehung des Angehörigen, des Vormunds oder Betreuers macht deutlich, dass die Tat aber weiterhin nach den üblichen Vorschriften verfolgt wird, wenn sie sich gegen Nichtverwandte richtet oder durch den Vormund bzw. Betreuer begangen wurde. 
Die häusliche Gemeinschaft wird als auf freiwilligem Entschluss begründete und einen gemeinsamen Wohn- und Lebensbereich (Privathaushalt) umfassende angesehen; Zwangsgemeinschaften (z. B. gemeinsame Zelle in einer JVA) fallen nicht darunter.
Da es sich bei § 247 StGB um eine prozessuale Privilegierung handelt, sperrt sie nicht die Anwendung der Qualifikation der § 244 oder § 244a StGB, sofern Strafantrag gestellt wurde. 
Der § 247 StGB ist über gesetzliche Verweisungen auch bei Entziehung elektrischer Energie, Betrug, Computerbetrug, Erschleichen von Leistungen und Untreue anzuwenden, wenn zwischen Täter und Geschädigtem eines der o. g. Verhältnisse besteht. 